# العلاقات البوسنية النمساوية
العلاقات البوسنية النمساوية هي العلاقات الثنائية التي تجمع بين البوسنة والهرسك والنمسا.

## مقارنة بين البلدين
هذه مقارنة عامة ومرجعية للدولتين:
| وجه المقارنة                                              | البوسنة والهرسك                                             | النمسا                                                    |
| --------------------------------------------------------- | ----------------------------------------------------------- | --------------------------------------------------------- |
| المساحة (كم2)                                             | 51.20 ألف                                                   | 83.86 ألف                                                 |
| عدد السكان (نسمة)                                         | 3.51 مليون                                                  | 8.81 مليون                                                |
| الكثافة السكانية (ن./كم²)                                 | 68.55                                                       | 105.06                                                    |
| العاصمة                                                   | سراييفو                                                     | فيينا                                                     |
| اللغة الرسمية                                             | اللغة البوسنوية، اللغة الكرواتية، اللغة الصربية             | اللغة الألمانية، لغة الإشارة النمساوية ‏                   |
| العملة                                                    | مارك بوسني                                                  | يورو، شلن نمساوي، رايخ مارك، شلن نمساوي                   |
| الناتج المحلي الإجمالي (بليون دولار)                      | 18.17 مليار                                                 | 416.60 مليار                                              |
| الناتج المحلي الإجمالي (تعادل القوة الشرائية) بليون دولار | 41.35 مليار                                                 | 426.99 مليار                                              |
| الناتج المحلي الإجمالي الاسمي للفرد دولار أمريكي          | 4.25 ألف                                                    | 43.77 ألف                                                 |
| الناتج المحلي الإجمالي للفرد دولار أمريكي                 | 10.43 ألف                                                   | 47.68 ألف                                                 |
| مؤشر التنمية البشرية                                      | 0.733                                                       | 0.885                                                     |
| رمز المكالمات الدولي                                      | +387                                                        | +43                                                       |
| رمز الإنترنت                                              | .ba                                                         | .at                                                       |
| المنطقة الزمنية                                           | توقيت وسط أوروبا، ت ع م+01:00، ت ع م+02:00، أوروبا/سراييفو ‏ | توقيت وسط أوروبا، ت ع م+01:00، ت ع م+02:00، أوروبا/فيينا ‏ |

## مدن متوأمة
في ما يلي قائمة باتفاقيات التوأمة بين مدن بوسنية ونمساوية:
- ترتبط بانيا لوكا مع غراتس باتفاقية توأمة منذ 2010.[14][14][14][14]
- ترتبط سراييفو مع إنسبروك باتفاقية توأمة منذ 1972.

## منظمات دولية مشتركة
يشترك البلدان في عضوية مجموعة من المنظمات الدولية، منها:
| علم المنظمة | اسم المنظمة                               | تاريخ انضمام البوسنة والهرسك | تاريخ انضمام النمسا |
| ----------- | ----------------------------------------- | ---------------------------- | ------------------- |
|             | مؤسسة التنمية الدولية                     | 25 فبراير 1993               | 28 يونيو 1961       |
|             | يونسكو                                    | 2 يونيو 1993                 | 13 أغسطس 1948       |
|             | وكالة ضمان الاستثمار متعدد الأطراف        | 19 مارس 1993                 | 16 ديسمبر 1997      |
|             | مجلس أوروبا                               | 24 أبريل 2002                | ?                   |
|             | الأمم المتحدة                             | 22 مايو 1992                 | 14 ديسمبر 1955      |
|             | الاتحاد البريدي العالمي                   | ?                            | ?                   |
|             | البنك الدولي للإنشاء والتعمير             | 25 فبراير 1993               | 27 أغسطس 1948       |
|             | الاتحاد الدولي للاتصالات                  | 20 أكتوبر 1992               | 1866                |
|             | منظمة حظر الأسلحة الكيميائية              | ?                            | ?                   |
|             | مؤسسة التمويل الدولية                     | 25 فبراير 1993               | 28 سبتمبر 1956      |
|             | المنظمة الأوروبية لسلامة الملاحة الجوية   | 2004                         | 1993                |
|             | المركز الدولي لتسوية المنازعات الاستشارية | 13 يونيو 1997                | 24 يونيو 1971       |
|             | منظمة الشرطة الجنائية الدولية             | ?                            | ?                   |
|             | منظمة الأمن والتعاون في أوروبا            | 30 أبريل 1992                | 25 يونيو 1973       |

## أعلام
هذه قائمة لبعض الشخصيات التي تربطها علاقات بالبلدين:
- ألكسندر فون زيميلنسكي (14 أكتوبر 1871[21] – 15 مارس 1942[21])
- راشيد ماهالباشيتش (لاعب كرة سلة نمساوي، 7 نوفمبر 1990 – )
- زلاتكو يونوزوفيتش (لاعب كرة قدم نمساوي، 26 سبتمبر 1987 – )
- عدنان مرافاتش (10 أبريل 1982[22] – )
- غوريتسا أتشيموفيتش (لاعبة كرة يد نمساوية، 28 فبراير 1985 – )
- فالنتين انزكو (دبلوماسي نمساوي، 22 مايو 1949 – )
- ماتيو كوفاتشيتش (لاعب كرة قدم كرواتي، 6 مايو 1994[23] – )
- ماريو بافليتش (لاعب كرة قدم نمساوي، 19 سبتمبر 1993[24] – )
- نينا كوستوريتسا (1975 – )

## وصلات خارجية
- موقع وزارة الخارجية البوسنية
- موقع وزارة الخارجية النمساوية